# Église Notre-Dame de Beaulieu-sur-Layon
L'église Notre-Dame est une église située à Beaulieu-sur-Layon, dans le département français de Maine-et-Loire, en France.

## Localisation
L'église est située dans le département français de Maine-et-Loire, sur la commune de Beaulieu-sur-Layon.

## Description
L’église de Beaulieu-sur-Layon est d’inspiration néogothique, aspect néo-gothique de l’église n’étant toutefois, retranscrit à l’extérieur que par la forme des baies. En revanche, l'intérieur reprend celui d’une église gothique, notamment au niveau des colonnes et des voûtes, inspirées du gothique angevin (dispositif qui sera repris dans d’autres édifices bâtis par Dellêtre). Elle est par ailleurs l'une des toutes premières églises angevines du XIXe à être dotée d’un vitrail, en l'occurrence une réédition de la  Vie de la Vierge de Lusson à destination de l’église de la Couture du Mans.

## Historique
Faisant face à la dégradation de l’ancienne église, la municipalité acte la construction d’un nouvel édifice. L'actuelle église Notre-Dame de Beaulieu-sur-Layon est bâtie en 1842 par l'architecte Sébastien Dellêtre. Elle est l'une des trois premières églises angevine au style néo-médiéval, les deux autres étant respectivement les églises du Voide bâtie par Louis Duvêtre et celle de Vivy bâtie par Joly-Leterme et datant également de 1842. Cette année est également marquée par les travaux de Joly-Leterme sur l'église médiévale de Chênehutte-les-Tuffeaux s'inspirant du plan basilical qu'il a donné à l'église, néoclassique, de Brain-sur-Allonnes,. 